# Син (пустыня)
Син (иврит : מִדְבַּר סִין Мидбар Син) — библейская пустыня в окрестностях горы Синай к юго-западу от Идумеи (упоминается как Син в Исх. 17:1, и как Син или Цин /другая первоначальная буква в источнике/ в Чис. 34:3). Географическая область Син (Цин) упоминается в Ветхом Завете, как лежащая между Елимом и горы Синай.
Местоположение пустыни, о которой говорится в Библии, во многом зависит от местоположения горы Синай. Традиционное христианское православное определение горы Синай, как Джебель-Мусы — одного из пиков на южной оконечности Синайского полуострова — подразумевает, что пустыня Син, вероятно, была узкой равниной Эль-Марха (el-Markha), которая тянется вдоль восточного берега Синайского полуострова. Красное море расположено на несколько миль к мысу Рас-Мохаммед; однако с тех пор некоторые ученые отвергли эту традиционную идентификацию. Ещё одно отождествление некоторыми современными учёными Синая, как аль-Мадхбы в Петре, означает заблуждение, потому что пустыня Син была примерно приравнена к центральной Аравии (Вади-эль-Араба), что географически не так и не совпадает по координатам.
Пустыня «Син» упоминается в Библии как одно из тех мест, где израильтяне скитались через во время их Исхода из Египта; одноимённая пустыня «Зин» также упоминается в Библии как место, через которое путешествовали израильтяне. В библейском повествовании говорится, что, достигнув пустыни Син, израильтяне начали возражать против недостатка пищи, поскольку они уже съели всё зерно, которое они привезли с собой из Египта. Согласно рассказу, Яхве услышал их ропот и дал им много манны и перепелов.
Позже они покинули пустыню Син и пожаловались на нехватку воды, когда разбили лагерь в Рефидиме.